# Paulus Mako
Paulus Mako von Gerek-Gede, auch Pál Makó (* 17. Juli 1724 in Jászapáti, Komitat Jászság, Ungarn; abweichende Geburtsdaten: 18. Juli 1724 und 9. Juli 1723; † 19. August 1793 in Ofen) war ein ungarischer Jesuit und Hochschullehrer.

## Leben
Paulus Mako entstammte einem alten ungarischen Adelsgeschlecht und trat im Alter von 17 Jahren in den Jesuiten-Orden ein.
Er lehrte an der Universität Tyrnau Logik und Metaphysik, hierbei wurde Gerard van Swieten, der Berater von Maria Theresia, Erzherzogin von Österreich, auf ihn aufmerksam und berief ihn an die Theresianische Akademie als Lehrer für Mathematik, Experimentalphysik und Mechanik; in den ersten beiden Fächern hielt er seine Vorlesungen auf Latein, die Mechanik lehrte er auf Deutsch.
Nach der Aufhebung des Jesuitenordens kehrte er als Weltpriester nach Ungarn zurück und wurde von Maria Theresia zum infulirten Abt zu St. Margaretha von Béla, zum Domherrn der Kathedrale von Vác, zum Königlichen Rat und zum Direktor der Philosophischen Fakultät und zum Beisitzer des dortigen Senats an der Universität Tyrnau, die inzwischen nach Pest-Ofen verlegt worden war (heute Semmelweis-Universität), ernannt.
Paulus Mako besaß ein ausgesprochenes Sprachtalent und beherrschte außer der ungarischen die deutsche, französische, italienische und lateinische Sprache wie seine Muttersprache und war auch des Griechischen und Hebräischen durchaus mächtig.
Seine lateinischen Elegien wurden in den schweizerischen Schulen im Sprachunterricht benutzt.
In seinen philosophischen Schriften wandte er die Methode von Christian Wolff an und reinigte die Wissenschaft von scholastischen Streitfragen.
Kurz vor seinem Tod übersetzte er noch das Werk des Philosophen Johann August Eberhard Sittenlehre der Vernunft in die lateinische Sprache, damit es in den philosophischen Schulen Ungarns ein entsprechendes Lehrbuch in dieser Wissenschaft gab.

## Schriften (Auswahl)
- Elegiarum liber unicus. Tyrnaviae 1752. Neue Ausgabe unter dem Titel: Carminum elegiacorum libri tres. Tyrnviae 1764 und zuletzt: Elegiacon auctum et emendatum adjecto odario in secundas Josephi II. nuptias. Budae 1780.
- Compendiaria Physicae institutio. Vindobonae 1762–1764.
- Compendiaria Matheseos institutio. Algebra et Geometria. Vindobonae 1764.
- Compendiaria Logices institutio. Vindobonae 1765. Wurde in Venedig nachgedruckt.
- Compendiaria Metaphysices institutio. Vindobonoae 1761, letzte Auflage 1797. Gleichfalls in Venedig nachgedruckt.
- Dissertatio de figura telluris. Olomucii 1767.
- Calculi differentialis et integralis institutio. Viennae 1768. Öfter in Schlesien, der Schweiz und in Italien nachgedruckt.
- De arithmeticis et geometricis aequationum resolutionibus. Viennae 1770.
- Physikalische Abhandlung von den Eigenschaften des Blitzes und den Mitteln wider das Einschlagen. Wien 1772.
- Dissertatio physica de natura et remediis fulminum. Goritiae 1773. In ungarischer Übersetzung von Miklós Révai, Preßburg 1781.
- Physikalische Abhandlung vom Nordlichte. Wien 1773.
- Sätze aus dem Gleichgewichte der Körper, aus der Maschinenlehre und aus dem Wasserbau. Wien 1773.
- Oratio, quam anno 1777, cum regia scientiarum universitas Budae collocaretur adornavit etc. Wien 1777.
- Elementa Matheseos purae. Budae 1778.
- Elementa Geometriae purae. Budae 1778.
- Dissertationes physicae. Budae 1780.
- Descriptio provinciae Moxitarum in regno Peruano quam e scriptis postumis Francisci Xaverii Eder e Soc. Jesu annis XV sacri apud eosdem Curionis, digessit, expolivit et adnotatiunculis illustravit. Budae 1791.